# Estação Prospekt Mira (linha Kolhtsevaia)
Prospekt Mira (em russo:  Проспект Мира) é uma das estações da linha Kolhtsevaia (Linha 5) do Metro de Moscovo, na Rússia. Estação «Prospekt Mira» está localizada entre as estações «Comsomolhskaia» e «Novoslobodskaia».